# アーリット空港
アーリット空港（Arlit Airport）は、ニジェールのアガデス州アーリット県の県都アーリットにある空港。